# Rhytidoponera kirghizorum
Rhytidoponera kirghizorum é uma espécie de formiga do gênero Rhytidoponera.